# Azamgarh (distrikt)
Azamgarh (hindi: आज़मगढ़ ज़िला, urdu: اعظم گڑھ ضلع) er et distrikt i den indiske delstat Uttar Pradesh. Distriktets hovedstad er Azamgarh.

## Demografi
Ved folketællingen i 2011 var der 4.616.509 indbyggere i distriktet, mod 3,939,916 i 2001. Den urbane befolkningen udgør 8,52 % af befolkningen.
Børn i alderen 0 til 6 år udgjorde 14,75 % i 2011 mod 20,21 % i 2001. Antallet af piger i den alderen per tusinde drenge er 949 i 2011.